# Koilada Kargoti
Koilada Kargoti este o arie protejată (arie specială de conservare — SAC, sit de importanță comunitară — SCI, arie de protecție specială avifaunistică — SPA) din Cipru întinsă pe o suprafață de 106,99 ha, integral pe uscat.

## Localizare
Centrul sitului Koilada Kargoti este situat la coordonatele 35°01′58″N 32°53′43″E / 35.0328°N 32.8953°E.

## Înființare
Situl Koilada Kargoti a fost declarat arie de protecție specială avifaunistică în decembrie 2002 pentru a proteja 34 de specii de animale. Alte tipuri de protecție:
- sit de importanță comunitară (în septembrie 2006)
- arie specială de conservare (în septembrie 2015)[1][2][3]

## Biodiversitate
Situată în ecoregiunea mediteraneană, aria protejată conține 5 habitate naturale: Galerii de Salix alba și de Populus alba, Păduri de Platanus orientalis și Liquidambar orientalis (Platanion orientalis), Galerii și tufărișuri riverane sudice (Nerio-Tamaricetea și Securinegion tinctoriae), Păduri cu Quercus infectoria (Anagyro foetidae-Quercetum infectoriae), Păduri de pin mediteraneene cu pini mezogeni endemici.
La baza desemnării sitului se află mai multe specii protejate:
- păsări (32): pescăruș albastru (Alcedo atthis), Aquila fasciata, șorecarul comun (Buteo buteo), caprimulg (Caprimulgus europaeus), rândunică roșcată (Cecropis daurica), cuc (Cuculus canorus), Emberiza caesia, Emberiza melanocephala, măcăleandru (Erithacus rubecula), Falco naumanni, Iduna pallida, sfrâncioc roșiatic (Lanius collurio), sfrânciocul cu frunte neagră (Lanius minor), Lanius nubicus, ciocârlie de pădure (Lullula arborea), privighetoare (Luscinia megarhynchos), prigoare (Merops apiaster), muscar sur (Muscicapa striata), Oenanthe cypriaca, grangur (Oriolus oriolus), vrabie negricioasă (Passer hispaniolensis), Periparus ater cypriotes, codroș de munte (Phoenicurus ochruros), scatiu (Spinus spinus), turturică (Streptopelia turtur), silvie cu cap negru (Sylvia atricapilla), Sylvia hortensis, Sylvia melanothorax, sturzul viilor (Turdus iliacus), mierlă (Turdus merula), sturz-cântător (Turdus philomelos), pupăză (Upupa epops)
- mamifere (1): liliacul mare cu potcoavă (Rhinolophus ferrumequinum)
- reptile (1): Coluber cypriensis

Pe lângă speciile protejate, pe teritoriul sitului au mai fost identificate 1 specie de păsări, 3 specii de amfibieni, 5 specii de mamifere, 5 specii de reptile.